# Lorenzo Perosi
Lorenzo Perosi (ur. 21 grudnia 1872 w Tortonie, zm. 12 października 1956 w Rzymie) – włoski duchowny katolicki, kompozytor muzyki sakralnej, dyrektor chóru kaplicy Sykstyńskiej w latach 1898–1956.

## Wczesne lata
Pochodził z bardzo muzykalnej rodziny z Piemontu. Wielu jego przodków było muzykami kościelnymi. Także jego ojciec Giuseppe (1849–1908) był dyrektorem chóru katedry w Tortonie i jednym z najbardziej znanych muzyków w służbie Kościoła. Bratem Lorenza był kard. Carlo Perosi. Będąc jeszcze studentem został nauczycielem muzyki w opactwie na Monte Cassino, a następnie w Imoli. W tym czasie zrezygnował z zaproponowanej mu katedry profesora w Ratyzbonie (studiował tam przez rok pod kierunkiem Franza Xavera Haberla). Po 1894 roku rozpoczął studia nad chorałem gregoriańskim w opactwie Solesmes we Francji. Renesansowa polifonia, której nauczył się od Haberla i chorał były dwoma filarami, na których Perosi oparł swą późniejszą twórczość.

## Dyrektor chórów
Pod koniec XIX wieku został dyrektorem chóru Cappella Marciana przy bazylice św. Marka w Wenecji. Stało się tak za sprawą jego przyjaciela i miłośnika chorału gregoriańskiego – ówczesnego patriarchy Wenecji kard. Giuseppe Sarto. W okresie weneckim powstały najważniejsze jego kompozycje. W 1895 roku otrzymał święcenia kapłańskie z rąk patriarchy Sarto. Dzięki wpływom swego protektora u papieża Leona XIII otrzymał w 1898 roku stanowisko dożywotniego dyrektora chóru kaplicy Sykstyńskiej w Rzymie. Pięć lat później kard. Sarto sam został papieżem i jednym z pierwszych jego pism było motu proprio Tra le sollecitudini na temat muzyki sakralnej, a jednym ze współautorów był ks. Perosi. Od tego czasu chorał gregoriański był stopniowo przywracany w katolickich świątyniach na całym świecie.

## Choroba
Po roku 1907 Maestro Perosi zaczął chorować na dolegliwości psychiatryczne i neurologiczne. Osiągnęły one apogeum w 1922 roku, przez co musiał spędzić wiele miesięcy w odosobnieniu. Wszystko to wpłynęło na pogorszenie jakości jego pracy, co przyznał w jednym z wywiadów jego następca i późniejszy kardynał Domenico Bartolucci.

## Najważniejsze dzieła
Oratoria
- La Passione di Cristo (1897)
- La Trasfigurazione di Cristo (1898)
- La Risurrezione di Lazzaro (1898)
- La Risurrezione di Cristo (1898)
- Il Natale del Redentore (1899)
- La Strage degli Innocenti (1900)
- Il Giudizio Universale (1904)
- Transitus Animae (1907)

Msze
- Missa In Honorem Ss. Gervasii et Protasii (1895)
- Missa „Te Deum laudamus” (1897)
- Missa Eucharistica (1897)
- Missa [Prima] Pontificalis (1897)
- Messa da Requiem (1897)
- Missa a Tre Voci Maschili (Missa Cerviana) (1898)
- Missa „Benedicamus Domino” (1899)
- Missa Secunda Pontificalis (1906)
- Melodie Sacre (osiem tomów) (1897–1904)